# Timsbury (Hampshire)
Timsbury ist ein kleines Dorf bei Romsey in der englischen Grafschaft Hampshire. Es bildet mit Michelmersh eine Civil Parish (Gemeinde), die Teil des Districts (Verwaltungsbezirks) Test Valley ist.